# Novokuznjeck
Novokuznjeck (ruski: Новокузне́цк) je grad u Kemerovskoj oblasti, Sibirski savezni okrug, Rusija. Zemljopisni položaj mu je 53°45′N 87°07′E / 53.750°N 87.117°E.
Broj stanovnika: 548.179 (2004.) 
Osnovan je 1618. kao kozačka postaja na rijeci Tomu, izvorno se zvao Kuznjeck. Ovdje se Dostojevski oženio za svoju prvu suprugu Mariju Isajevu (1857.). Staljinovo brzo industrijaliziranje SSSR-a preobrazilo je usnuli grad u veliko rudarsko i industrijsko središte 1930-ih. U gradu se nalaze Zapadnosibirski i Kuzbas-kovinokombinat.
Od 1931. – 1932. grad se zvao Novokuznjeck i od 1932. –  1961. kao Staljinsk, prema Staljinu. 
Unatoč silnoj industriji, Novokuznjeck je zeleni grad, jer se pazilo na zelene površine uz objekte.